# Scrobipalpa soffneri
Scrobipalpa soffneri is een vlinder uit de familie tastermotten (Gelechiidae). De wetenschappelijke naam is voor het eerst geldig gepubliceerd in 1964 door Povolny.
De soort komt voor in Europa.